# Okręg wyborczy Richmond and Barnes
Okręg wyborczy Richmond and Barnes powstał w 1983 r. i wysyłał do brytyjskiej Izby Gmin jednego deputowanego. Okręg położony był w Richmond upon Thames, na południowo-zachodnich przedmieściach Londynu. Okręg został zlikwidowany w 1997 r. i zastąpiony przez okręg wyborczy Richmond Park.

## Deputowani do brytyjskiej Izby Gmin z okręgu Richmond and Barnes
- 1983–1997: Jeremy Hanley, Partia Konserwatywna